# الأرمادا الإسبانية
الأرمادا الإسبانية (بالإسبانية: Armada Española)‏ أو أرمادا إنفينسيبلي (بالإسبانية: Armada Invencible)‏، كلمة أرمادا تدل عل الأسطول العظيم وإنفينسيبلي الذي لا يهزم، وسماه الإنجليزيون بهذا الاسم تهكما. لا غراندي إي فيليسيما أرمادا (بالإسبانية: La Grande y Felicísima Armada)‏ كان الاسم الذي أطلقه الملك فيليب الثاني على أسطول كبير، تحت قيادة دوق مدينا سيدونا، تم تجميعه في 1588 لغزو إنجلترا خلال حرب إنجلترا وأسبانيا من 1585م-1604م.
تم إرسال الأرمادا في عصر الملك الإسباني فيليب الثاني من أسبانيا, والذي تكون من 127 سفنة حربية وقد اصطدمت بالأسطول البحري الأنجليزي والذي سانده الأسطول الهولندي (200 سفينة), وقد اصطدم الأسطولان في بحر الشمال ولاقى الأسطول الإسباني خسائر فادحة قدرت بحوالي 50 سفينة بالمقارنة بسبع سفن فقط من الطرف الإنجليزي. تعتبر هذه الموقعة أكبر معركة حصلت بين الطرفين بالحرب الأنجلو-إسبانية.
هزم الأسطول الإنجليزي الأرمادا، مما قلّل من هيبة إسبانيا (أقوى دولة بحرية في العالم آنذاك). ظلت إسبانيا قوةً لا يُستهان بها بعد ذلك، إلا أن التجار الإنجليز تحدَّوا الأسبانيين بثقة أكبر في كل أنحاء العالم.

## سوابق
ظهر شعور من الجفاء بين إسبانيا وإنجلترا منذ عام 1570 م. فقد كانت إسبانيا تأخذ الذهب والفضة من أراض ادّعت سيطرتها عليها في القارة الأمريكية. وكانت إنجلترا تطمع في جزء من تلك الثروة، وشجّعت الملكة إليزابيث الأولى البحّار فرانسيس دريك وغيره، للسطو على السفن والمدن الأسبانية.
كما كان للاختلاف المذهبي أثره في النزاع بين الدولتين؛ فإسبانيا تتبع مذهب الرومان الكاثوليك، ومعظم إنجلترا أصبحت تتبع المذهب البروتستانتي نتيجة لحركة الإصلاح. وفي الستينيات من القرن الخامس عشر بدأت إنجلترا في دعم البروتستانت الهولنديين الذين كانوا ثائرين على الحكم الإسباني. وفي أوائل الثمانينيات من القرن السادس عشر، بدأ ملك إسبانيا فيليب الثاني بالتخطيط لإرسال أسطول لغزو إنجلترا آملاً أن يتخلّص من غزوات الإنجليز، ويُعيد إنجلترا إلى الكاثوليكية التي كانت عليها.

## المخطط
الفكرة كانت عبور بحر المانش وحمل 30,000 من رجال الجيش الأسباني تحت قيادة اليساندرو فارنيس (دوق بارما)، والإنزال بعدها على ساحل أراضي مقاطعة كنت.

## الاستعداد
بدأ فيليب بإنشاء الأرمادا في يناير عام 1586 م، فبنى سفنًا حربيةٍ جديدة كثيرة، وسلّح السفن الموجودة تسليحًا ثقيلاً. وفي عام 1587 م أغار فرانسيس دريك على مرفأ قادس الإسباني، ودمّر سفنًا عديدة. وانتهى العمل من تجهيز الأرمادا في مايو 1588 م في المرفأ البرتغالي لِشْبُونة التي كانت يومئذ تحت السيطرة الإسبانية. وبلغت سفنه 127 ضخمة ولكنها بطيئة، وبعضها كان يفتقر إلى الذخيرة والرجال ذوي الخبرة، مما جعل فيليب يقول عن دوق مَدِينا سِيدونيا قائد الأرمادا إنه بحار جاهل.
في الوقت ذاته سلَّحت إنجلترا كثيرًا من سفنها التجاريّة، وأضافتها إلى أسطولها، فكانت سفنُ إنجلترا الحربيّة أصغر وأسرع وأسهل للمناورة من السفن الإسبانية. وكان لدى إنجلترا بحارة أكثر خبرة. وتولى قيادة الأسطول الإنجليزي الأدميرال اللورد هُوارد أف إفنجهام. وكان من بين قُوَّاده دريك، وجون هوكينز، ومارتن فروبشر.

## المعركة
غادرت الأرمادا لشبونة في 20 مايو 1588 م وفقًا لتقويم كان مستعملاً في إنجلترا آنذاك. ودخلت بحر المانش في 30 يوليو. وخاضت مبارزة بنيران المدافع بعيدة المدى مع السفن الإنجليزية طوال الأيام القليلة التالية. وفي 6 أغسطس، رست في كاليه بفرنسا. وكان مدينا سيدونيا قد خطط للالتقاء ببوارج تحمل قواتٍ أسبانية قرب مدينة دنكرك التي كانت وقتئذ ميناءً هولنديًا، لكن قوارب المدفعية الهولندية منعت البوارج من الالتقاء بأسطول الأرمادا.
وفي الساعات الأولى من صباح 8 أغسطس أرسل الإنجليز ثماني سفن حريق (سفن محملة بالبارود تُضرم بها النار) نحو الأرمادا، وتوجهت السفن الأسبانية إلى عرض البحر تحاشيًا للنيران، وفي وقت لاحق من ذلك الصباح قامت ستون سفينة إنجليزية بمهاجمة عدد مماثل من السفن الأسبانية قبالة ميناء جرافلين الفرنسي، ونتج عن الهجوم إغراق سفينتين أسبانيتين، وإلحاق الضرر بالباقي.
فرّت سفن الأرمادا المعطوبة إلى بحر الشمال، مُبْحِرة شمالاً حول الجزر البريطانية. وحطَّمَت الرياح العاتية سفنًا كثيرة قبالة سواحل أيرلندا. ولم يصل إلى إسبانيا سوى 67 سفينة.